# محمود علي يوسف
محمود علي يوسف (بالفرنسية: Mahamoud Ali Youssouf) (و. سبتمبر 1965  م) هو دبلوماسي، وسياسي جيبوتي، ولد في محافظة تجرى هو عضوٌ سياسي مستقل. ورئيس منتخب لمفوضية الاتحاد الأفريقي. وهو أطول وزير خارجية جيبوتي خدمة، حيث خدم منذ عام 2005.
في أبريل 2024، تم ترشيحه من قبل جيبوتي لمنصب رئيس مفوضية الاتحاد الأفريقي. وفي 15 فبراير 2025، فاز في الانتخابات في أديس أبابا، إثيوبيا، بعد سبع جولات من التصويت.

## الحياة المبكرة والتعليم
ولد محمود علي يوسف في 2 سبتمبر 1965 في محافظة تجرى تلقى تعليمه الأساسي في مسقط رأسه محافظة تجرى ثم انتقل إلى العاصمة جيبوتي 
أخذت رحلة يوسف التعليمية الإضافية إلى المملكة المتحدة وفرنسا وكندا. درس إدارة الأعمال في [[جامعة ليفربول وحصل على درجة الماجستير في الإدارة عام 1990. كتب أطروحته في جامعة بروكسل الحرة في التسعينيات.

## المسيرة السياسية الدبلوماسية
عمل يوسف في وزارة الخارجية الجيبوتية وترأس قسم الشؤون العربية بها خلال تسعينيات القرن العشرين. كما شغل منصب سفير جيبوتي لدى مصر من عام 1997 إلى عام 2001.
تم تعيين يوسف وزيراً منتدبا للتعاون الدولي في 4 يوليو 2001. ثم تم تعيينه وزيراً للخارجية والتعاون الدولي في 22 مايو 2005. وفي عام 2006، قام بزيارة اليابان.
وفي عام 2008، شغل يوسف منصب رئيس الدورة العادية الـ129 لمجلس وزراء خارجية جامعة الدول العربية.
لعب يوسف أدوارًا مهمة في الدبلوماسية الدولية، وخاصة في منطقة القرن الأفريقي. وفي حديثه لصحيفة نيويورك تايمز الأمريكية في عام 2008، قال يوسف إنه على الرغم من أن جيبوتي دولة صغيرة، إلا أنها تمتلك ميناءً كبيرًا وتأمل في تطوير اقتصادها على نفس خطى دبي. وسلط الضوء على الموقع الاستراتيجي للبلاد، والذي أكد أنه في وضع أفضل من دبي.

## الحياة الشخصية
يتقن يوسف اللغة العفرية وهي العرقية التي ينتمي لها_والصومالية_ العربية والإنجليزية والفرنسية.
ويقال إنه يتمتع بعلاقة وثيقة مع رئيس جيبوتي إسماعيل عمر جيله.